# Willi Vogel (Verleger)
Wilhelm Hans „Willi“ Vogel (* 11. Dezember 1910 in Fürth; † 4. Februar 1989 in Ludwigsburg) war ein deutscher Politiker (SPD) und Verlagsleiter.

## Leben
Vogel war ein Sohn des SPD-Politikers Hans Vogel. Nach dem Erwerb der Mittleren Reife im Jahr 1925 absolvierte er bis 1929 eine Buchdruckerlehre bei der Fränkischen Verlagsanstalt in Nürnberg und bei der Vorwärts-Druckerei in Berlin. Die Gehilfenprüfung bestand er 1929. Anschließend ging er auf Wanderschaft.
Von 1931 bis 1933 war Vogel in der Reichsdruckerei in Berlin tätig und bereitete sich auf die Inspektorenlaufbahn vor.
Politisch organisierte Vogel sich, entsprechend seiner familiären Herkunft, früh im Umfeld der Sozialdemokratischen Partei: Von 1925 bis 1928 war er Mitglied der SAJ (von 1927 bis 1928 als Mitglied des Bezirksvorstandes). Seit 1925 gehörte er zudem dem Verband der Deutschen Buchdrucker an (von 1925 bis 1927 als Vorstand der Lehrlingsabteilung in Nürnberg). 1927 trat er schließlich in die SPD ein, in der er im selben Jahr Mitglied des Vorstandes des Bezirkes Berlin-Friedrichshagen wurde.
Nach dem Machtantritt der Nationalsozialisten im Frühjahr 1933 war er von April bis Juli 1933 illegal im politischen Untergrund tätig. 
Im Juni 1933 wurde Vogel wegen des Verdachtes staatsfeindlicher Gesinnung aus dem Dienst in der Reichsdruckerei entlassen. Nachdem das Haus seiner Eltern am 21. Juni 1933 von SA-Angehörigen überfallen und geplündert wurde, hielt er sich einige Wochen bei Freunden in Berlin und Norddeutschland verborgen. Derweil wurde ein Haftbefehl gegen ihn wegen angeblicher Kurierdienste für die SOPADE erlassen.
Am 1. August 1933 ging Vogel als Emigrant nach Prag zu seinen Eltern und Geschwistern. Dort war er im Verlag der SOPADE tätig.
Im März 1934 ging Vogel im Auftrag des Parteivorstandes der Auslands-SPD illegal nach Berlin, von wo er Anfang 1935 über Danzig und Kopenhagen nach Stockholm übersiedelte, wo er sich mit Hilfe des Matteotti-Komitees etablierte.
Von 1935 bis 1946 arbeitete Vogel in Schweden als Buchdrucker. Während dieser Jahre war er von 1937 bis 1939 zusammen mit Heinrich Bohnsack im Auftrag von ADG und Sopade Herausgeber der Zeitschrift Rapporter från Tyskland (1. Ausgabe unter Titel Fackförings-Nyheter från Tyskland, herausgegeben von Representation i Utlandet ADGB) mit Auszügen aus Deutschlandberichte der SOPADE und Nachrichtendienst der Auslandsvertretung der deutschen Gewerkschaften zur Information der schwedischen Presse und Gewerkschaften (Auflage 3000 bis 5000 Exemplare). Der Vertrieb er folgte in Zusammenarbeit mit dem schwedischen Gewerkschaftsbund.
In Schweden gehörte Vogel zudem der Landesgruppe Schweden der Auslandsvertretung deutscher Gewerkschaften an. 1937 war er kurzfristig Vorsitzender der SPD-Ortsgruppe Stockholm, trat aber aus Protest gegen Volksfrontkontakte des Vorstandsmitgliedes Simon Katzenstein zurück.
In Deutschland wurde Vogel derweil als Staatsfeind eingestuft: Um 1937 wurde er offiziell ausgebürgert und seine Ausbürgerung im Reichsanzeiger öffentlich bekannt gegeben. Das Reichssicherheitshauptamt, das ihn irrtümlicherweise in Großbritannien vermutete, setzte ihn derweil Anfang 1940 auf die Sonderfahndungsliste G.B., ein Verzeichnis von Personen, die im Falle einer erfolgreichen Invasion und Besetzung der Britischen Inseln durch die Wehrmacht von den Besatzungstruppen nachfolgenden Sonderkommandos der SS mit besonderer Priorität ausfindig gemacht und verhaftet werden sollten.
1945 nahm er an einem Kurs für Schulhelfer des Samarbetskommitteen for demokratiskt uppbyggnadsarbete teil.
Im November 1946 kehrte Vogel auf Wunsch von Wilhelm Hoegner nach Deutschland zurück, wo er bis 1949 technischer Leiter und Vertriebsleiter der Mittelbayerischen Zeitung in Regensburg tätig war.
Von 1950 bis 1962 war Vogel Geschäftsführer und Verlagsleiter der Allgemeinen Zeitung für Württemberg sowie – zeitweise parallel – von 1950 bis 1973 der Schwäbischen Tagwacht GmbH in Stuttgart.
1951 war Vogel Mitgründer und von 1951 bis 1962 Mitglied des Baden-Württembergischen Zeitungsverlegerverbandes.
In Stuttgart war Vogel von 1950 bis 1974 Mitglied des SPD-Bezirksbeirates der Stadt, nachdem er zuvor von 1947 bis 1949 Vorstandsmitglied der SPD in Regensburg gewesen war.

## Familie
Vogel heiratete 1946 in Stockholm Hanne Jaksch (* 1901 in Pmeisl; 1969 in Stuttgart), die zuvor mit Wenzel Jaksch verheiratet gewesen war.